# Herbel
Herbel (tiếng Ả Rập: حربل, cũng đánh vần Herbil và Harbul) là một ngôi làng ở phía bắc tỉnh Aleppo, tây bắc Syria. Với dân số 3,403 người theo điều tra dân số năm 2004,  đây là một phần hành chính của Nahiya Mare ' ở quận A'zaz. Các địa phương gần đó bao gồm Tell Rifaat ở phía tây bắc, Mare' về phía đông bắc, Maarat Umm Hawsh ở phía đông nam và Ihras ở phía tây nam.